# 来栖有紀
来栖 有紀（くるす ゆき、1991年7月14日  - ）は、日本のグラビアアイドル、スロットライター。滋賀県彦根市出身。

## 人物・エピソード
2019年10月30日よりサンスポアイドルリポーター9期候補生として活動、選考の結果優秀賞を獲得して2020年1月27日に正規メンバーに就任した。イメージカラーはブルーベリー、キャッチフレーズは候補生時代が「うちのことすきになってくれはりますか？はんなり童顔Gカップ」、正規メンバー登用後は「母性・知性・セク紫(シー)うっかりはんなり女神(アテナ)」。
2020年よりロードモバイルの公式アンバサダーを務めている。
2021年4月20日に配信されたソフマップのLINE LIVEにてSIRを卒業することが予告され、5月9日に初台DOORSで卒業公演が行われた。
2021年8月より本格的にスロットライターとして、関西を中心に取材活動をしている。

## 経歴

### テレビ
- サンテレビ「ケンコバのバコバコテレビ」[1]
- ABC「ビーバップハイヒール」
- 東京MXテレビ「開店!SIRのパチスキ!」（2019年11月 - 2021年3月19日）

### インターネット放送
- 「ペーパーアイドル」（2019年11月 - 2020年3月、文化放送超!A&G+）
- SIRパチンコ放送局「新装開店!SIRの生パチ!」（2019年11月 - 、ニコニコ生放送公式チャンネル）
- 「SIRのパッチPACHIヘッドライン」（2020年5月 - 2020年9月、YouTube）
- 「スロパチアイドルSIR（さぁ）実践！」（2020年10月 -、YouTube）

### 舞台
- 爆笑！シャーベット劇場（2020年12月12日 - 12月20日、俳優座劇場）[8]

## 作品

### DVD
- エロふわ天使 （2018年1月26日、グラッソ）
- ゆきにゃん☆（2018年4月20日、タスクビジュアル）
- 情事 ～エロふわご乱心～（2018年7月14日、あしたまえーしぃー）[9]
- ユキトピュア（2018年12月28日、Jesus）